# Flabellum areum
Flabellum areum är en korallart som beskrevs av Stephen D. Cairns 1982. Flabellum areum ingår i släktet Flabellum och familjen Flabellidae. Inga underarter finns listade i Catalogue of Life.